# Scolelepis anakenae
Scolelepis anakenae är en ringmaskart som beskrevs av Rozbaczylo och Castilla 1988. Scolelepis anakenae ingår i släktet Scolelepis och familjen Spionidae. Inga underarter finns listade i Catalogue of Life.